# 曹磊 (举重运动员)
曹磊（1983年12月24日—），女，回族，河北秦皇島人，中國舉重運動員。

## 生平
曹磊在1997年時進入黑龙江省的大慶市體育學校，教練齊錫富。隨後，她入選黑龍江舉重隊，2002年，她成為國家隊一員，馬文輝為她的教練。
1999年3月，15歲的曹磊在全國錦標賽中的女子63公斤級小項，最終排名第11。同年，她成為全國青年錦標賽的金牌得主。翌年的黑龍江九運會中，她以110.5公斤的抓舉成績刷新了女子63公斤級的抓舉世界紀錄。同年10月，她摘下全國錦標賽銅牌。
2001年，曹磊參加在韩国全州的亞洲錦標賽，並以總成績235公斤奪得女子63公斤級小項冠軍。其後，她又贏得全國錦標賽第一。2003年6月，她於墨西哥的世界青年錦標賽中贏得冠軍。4個月後在印度舉行的亞非運動會中，她為中國隊增添了一面金牌。
2005年10月，曹磊在南京舉行的十運會最終以10公斤之距，排名第4位，與獎牌無緣。一個月在澳門舉行的東亞運動會，曹於舉重項目中的女子69公斤級小項摘下中國隊當日奪得26面金牌的其中一面，並創出了新的東亞運動會紀錄。另外，她在4月的全國錦標賽中，緊隨湖南對手李麗瀅後面，取得女子69公斤級小項的銀牌。翌年10月在多明尼加的世界錦標賽中，她先後成為女子75公斤級小項總成績、挺舉冠軍以及抓舉亞軍。兩個月後的多哈亞運，她於舉重項目的女子75公斤級小項以26公斤的差距力壓南韓對手，為中國增添一金。
2007年4月，曹磊在泰安的亞洲錦標賽中以255公斤的總成績贏得女子75公斤級小項的錦標。
2008年8月14日，曹磊在北京奧運會女子舉重75公斤級以總成績282公斤（抓舉128公斤、挺舉154公斤）打破抓舉、挺舉及總成績的三項奧運紀錄，並奪得冠軍。在最後一舉，她嘗試打破挺舉世界記錄，最終失敗，据称是因為马文辉教练在最后一次试举前告知她母亲去世的消息，令其無法集中精神比賽。
2016年8月，国际奥委会在对2008年北京奥运会运动员的再次尿检中发现曹磊的样本中发现促生长激素释放肽呈现阳性，2017年1月12日國際奧委會宣布剥夺其金牌。

## 資料來源
1. ↑  . 人民网. 2008-08-15  [2008-08-19]. （原始内容存档于2008-08-18） （中文）.
2. ↑  PUBLIC DISCLOSURES （页面存档备份，存于）.IWF.2016-08-24.[2016-08-24].